# Onthophagus latissimus
Onthophagus latissimus là một loài bọ cánh cứng trong họ Bọ hung (Scarabaeidae).